# اتفاقية حماية الأمومة (المنقحة) لعام 1952
اتفاقية حماية الأمومة (المنقحة) لعام 1952، هي إتفاقية لمنظمة العمل الدولية. وقد أُنشئت في عام 1952، مع نص الديباجة على ما يلي:
وقد تقرر اعتمادًا على مقترحات محددة فيما يتعلق بحماية الأمومة.

## التعديل
قامت الإتفاقية بتعديل إتفاقية C3 الخاصة بوصف المرأة؛ وذلك بأن يتم وصفها بغض النظر عن العرق والعقيدة، وليس فقط السن، والحالة الإجتماعية والجنسية، وتم تعديلها لاحقًا في عام 2000 بموجب إتفاقية C183 بشأن الحد الأدني لإجازة الأمومة (من 12 أسبوعًا إلى 14 أسبوعًا) وحقوق المرأة.

## التصديقات
ابتداءً من عام 2013، قامت 41 دولة بالتصديق علي الإتفاقية، ثم نددت 17 من الدول المصدقة بالإتفاقية لاحقًا، ويرجع بعضها إلى التصديق على المعاهدات التي تؤدي إلى نقض إتفاقية 1952 بصورة تلقائية.